# Sântana
Sântana (pronunciación: [sɨnˈtana]; alemán: Neusanktanna; húngaro: Újszentanna) es una ciudad con estatus de oraș de Rumania ubicada en el distrito de Arad.
Según el censo de 2011, tiene 11 428 habitantes, mientras que en el censo de 2002 tenía 12 936 habitantes. La mayoría de la población es de etnia rumana (79,79 %), con minorías de gitanos (8,38 %), alemanes (2,91 %) y magiares (1,94 %). Antes de la Segunda Guerra Mundial, los alemanes eran la mayoría étnica y la minoría magiar superaba en número a los rumanos.
La mayoría de los habitantes son cristianos de la Iglesia Ortodoxa Rumana (76,04 %), con minorías de pentecostales (8,98 %), católicos latinos (5,05 %) y baptistas (1,19 %).
Se conoce su existencia desde 1334 y adquirió estatus urbano en 2003. En su territorio se incluye como pedanía el pueblo de Caporal Alexa.
Se ubica unos 30 km al noreste de Arad.